# Prince of Persia: The Forgotten Sands
Prince of Persia: The Forgotten Sands (в русскоязычной локализации Prince of Persia: Забытые пески) — компьютерная игра из серии Prince of Persia, разработанная студией Ubisoft Montreal и издаваемая компанией Ubisoft. Игра была выпущена 21 мая 2010 года на консолях и 11 июня 2010 на PC. Игра не является продолжением Prince of Persia (2008), а действие игры происходит между событиями игр Prince of Persia: The Sands of Time и Prince of Persia: Warrior Within. Версии игры для консолей PSP, Nintendo Wii и Nintendo DS полностью отличаются от версии, общей для PS3, Xbox 360 и PC. Эти версии имеют свой собственный сюжет и геймплей, и практически являются отдельными играми, их связывают лишь единое название, главный герой и сеттинг.

## PC, PS3, Xbox 360

### Сюжет
Принц решает навестить королевство своего старшего брата Малика, дабы поучиться у него боевому искусству, но находит его под осадой вражеской армии. Находясь на грани разгрома, Малик в отчаянии решается высвободить воинство царя Соломона. Он использует свой магический медальон, но не ведает, к каким ужасным последствиям это приведет. Армия песчаных чудовищ вырывается из заточения и опустошает замок, теперь лишь Принц может ее остановить и предотвратить гибель всего мира.
Во время своих приключений Принц встречает королеву джиннов Разию. Она рассказывает Принцу, что армия не принадлежала царю Соломону, а была направлена против него. Много столетий назад злобный ифрит Раташ восстал против союза людей и джиннов. Он создал чудовищную армию из песка и пошел войной против Соломона. Тот успел объединить силы с джиннами и ценой больших жертв заточить Раташа и его армию.
Разия объясняет Принцу, что, только объединив обе части медальона, можно остановить армию песков. Принц обязуется найти Малика, у которого находится вторая половина медальона. Все попытки уговорить Малика отдать вторую часть остаются безуспешными. К тому же Раташ пытается уничтожить своих освободителей, сначала Принца, которого он ошибочно принимает за сына Соломона, а затем и его брата. Во время битвы с братьями ифрит вселяется в Малика и разбивает его печать. Постепенно Малик под влиянием ифрита теряет человечность. Наконец, Раташ окончательно  захватывает его тело.
Принц снова встречает Разию, и она, недовольная тем, что тот пытался драться с Раташем, советует ему найти меч царя Соломона, потому что теперь это — единственный выход победить ифрита. Меч сокрыт в городе джиннов Рекеме, где Принц, преодолев все ловушки, и находит его. Так как победить злого джинна может лишь другой джинн, Разия вселяется в меч Соломона. Во время песчаной бури Принц находит Малика-ифрита и убивает его. Малик принимает свой прежний вид и умирает на руках Принца, а жители королевства освобождаются от песчаного проклятия.
Принц приносит меч обратно в Рекем и пытается поговорить с Разией, но не получает ответа. Главный герой возвращается обратно в Вавилон, где рассказывает отцу о страшном происшествии.

### Геймплей

Геймплей версии для PC, PS3, Xbox 360. На изображении показана битва Принца со скелетами. Герой использует способность «Ледяной взрыв». В верхней левой части экраны видны две шкалы, красная показывает уровень здоровья персонажа, а синяя показывает время, на которое можно заморозить воду. Между ними слева находится: круг с 4 индикаторами доступных способностей, активирован зелёный — сила земли, круглая голубая шкала, показывающая количество времени, которое можно отмотать, и 6 открытых голубых ячеек энергии, две из которых заполнены. Видны красные сферы здоровья, синиe — энергии, и жёлтые — опыта. В правом углу — счётчик, показывающий число сфер опыта до следующего уровня.

Игра представляет классический Action-adventure — персонаж под управлением игрока перемещается по уровням, преодолевает ловушки, решает загадки и сражается с врагами, используя акробатику и особые способности. Кроме того, имеются элементы слешера (огромное количество врагов, особенно в режиме «Выживания», и сложная боевая система) и ролевых игр (развитие персонажа по нескольким веткам параметров и умений, добывая очки опыта с помощью убийства врагов).
На протяжении всей игры Принц узнает много новых способностей. Самым большим нововведением является добавление способностей управления элементами, которым Принца обучает его союзница — джинн Разия и которые приносят множество изменений в игровой процесс, благодаря тому, как эти силы взаимодействуют друг с другом и другими способностями Принца.
Способности в игре соответствуют четырём стихиям: на управлении ими строится решение головоломок, совершение акробатических приёмов и боевые схватки.
Силы воды: Заморозка воды превращает струи фонтанов и водопады в лёд, что можно использовать для акробатического перемещения по городу, Ледяной взрыв наносит окружающим противникам урон.
Силы воздуха: с Ускорением в прыжке герой совершает быстрый рывок с большого расстояния к ближайшему врагу, Воздушный вихрь образует вокруг героя небольшое торнадо, расшвыривающее врагов.
Силы земли: Память земли дарит Принцу возможность временно восстанавливать ныне несуществующие объекты (стены, колонны, блоки и т. п.), Каменная броня некоторое время защищает главного героя от урона из-за атак врагов.
Силы огня: Огненная волна отбрасывает врагов от Принца и причиняет им урон, Огненный след оставляет после Принца полосу огня, наносящую врагам повреждения.
На все способности, кроме заморозки воды, памяти земли и ускорения в прыжке, тратится по одной ячейке энергии. На замораживание воды энергия не нужна, но способность действует ограниченное количество времени, которое показывает синяя шкала. Память земли позволяет восстанавливать объекты на любой срок, но только один за раз. Ускорение в прыжке не требует энергии и может совершаться неограниченное количество раз подряд, но только в сторону ближайшего врага.
Одновременно возможно применить только одну способность. Большинство способностей можно улучшать, тратя очки опыта в меню способностей. Улучшения увеличивают урон и/или время действия способностей.
Кроме того, присутствует и символ всей серии Prince of Persia — «Отмотка времени». Если игрок допускает ошибку, и Принц погибает от ловушки, побеждён в бою или падает с высоты, то можно отмотать события на несколько секунд назад и вернуться к безопасному моменту. Если это невозможно, то игроку придётся начинать с последней точки сохранения. На это также тратится одна ячейка энергии.
По мере накопления очков опыта игрок сможет увеличивать шкалы здоровья и заморозки воды, количество ячеек энергии, урон от атак, совершенствовать существующие способности и получать новые от Разии, самостоятельно выбирая приоритетные в развитии элементы.
Энергия, здоровье и опыт пополняются сферами — синими, красными и жёлтыми соответственно. Их можно получить несколькими способами: прежде всего, это убийство врагов. Если рядовые противники приносят мало сфер и не всегда, то более опасные враги оставляют после своей смерти значительное количество. Также при разбивании многочисленных ваз и кувшинов тоже могут вылетать сферы, но реже, чем из врагов. И, кроме того, игрок может найти 21 магический саркофаг, после их уничтожения Принц получает значительное количество опыта, здоровья и энергии. Саркофаги хорошо спрятаны, но их нахождение выдают парящие в воздухе синие частицы.
Система боя похожа на схватки в «Песках Времени», но изменена, в частности, основополагающими являются системы «контроль толпы» и «пяти ударов». «Контроль толпы» — из-за большого числа врагов вокруг Принца игрок не сможет блокировать сразу все атаки. Поэтому Принц должен постоянно перемещаться прыжками и перекатами, а также использовать преимущества окружающей обстановки для того, чтобы сократить количество противостоящих ему врагов. Например, Принц может отпрыгнуть от стены и толкнуть одного из врагов, опрокинувшегося вследствие этого на других, которые тоже могут упасть. Но, если у игрока не получится контролировать толпу, наседающую на Принца, то он потеряет мобильность, будет окружён и растерзан превосходящими силами противника. «Пять ударов» основаны на особой способности контролировать атаки мечом. Удар может быть очень быстрым, но взамен урон противнику будет небольшой. Но Принц может усилить удар, хотя это вызовет задержку, зато последующие четыре удара будут ещё более сокрушительными. Если воспользоваться усилением удара не вовремя, то враги могут успеть в этот момент атаковать Принца, не только нанеся ему повреждения, но и сбив «подзарядку». Игроки с хорошими интуицией и реакцией смогут успешно использовать эту систему, чтобы сокрушать толпы врагов.
Система Quick Time Events, в которой необходимо быстро нажимать кнопки, высвечивающиеся на экране, чтобы герой совершал определённые действия, присутствует в игре, но только в боях с боссами.
В режиме «Выживания» бой происходит на закрытой арене, где количество и сила врагов постепенно повышаются. Принц должен выстоять несколько волн атакующих.
В игре есть система достижений, которая фиксирует выполнение некоторых целей, часть которых игрок обязан выполнить по сюжету (Глаз бури — Вступить в последний бой), некоторые в любом случае выполняются при прохождении игры (Король клинков — Убить 500 врагов с помощью меча), другие надо получать легко (Эффект домино — Сбить с ног пять врагов одним ударом), для выполнения части придётся постараться (Акробат — Запрыгнуть на 30 врагов подряд), несколько нельзя получить за одно прохождение (Педант — Приобрести все улучшения), а часть достижений являются секретными (Наш маленький секрет — Понизить уровень сложности в самом начале игры). В зависимости от добытых достижений игрок получит одну из четырёх наград — бронзовую, серебряную, золотую или платиновую. Кроме того, за каждое достижение (всего 40) начисляются определённое количество очков (в совокупности 1000), которые можно потратить с помощью онлайн-сервиса Uplay на открытие специального контента — концепт-арты, скринсейверы, видеоролики, новые арены для «Выживания» и скины для Принца. Также эти очки можно потратить для открытия контента других игр от Ubisoft, поддерживающие Uplay, например, Assassin’s Creed и Splinter Cell, или, наоборот, очки, заработанные за открытие достижений в этих играх, можно потратить на контент Prince of Persia: The Forgotten Sands.

## Wii

### Сюжет
Игра начинается с того, что Принца ведёт через джунгли маленький джинн по имени Зара. Они приходят на пустую поляну и находят женскую крылатую статую, Зара вселяется в эту скульптуру и убеждает Принца поцеловать её. Это заключает волшебный контракт между ними, который подарил Принцу защиту от смерти. Также Принц получает магический взор, позволяющий найти вход сквозь зачарованные скалы. Зара показывает королевство, которое она обещала, — полуразрушенный дворец, весь заросший ядовитой лозой. Принц подходит к нему и читает надпись на одной из стен: «Кто сможет спасти мою дочь и дворец, тот получит их двоих», а рядом статую с мечом в груди. Принц вынимает этот меч, прежде чем Джинни успевает его предостеречь. Статуя оживает и превращается в некое женоподобное существо, которое исчезает. Вскоре на Принца нападает огромное чудовище, герой использует меч, но он неожиданно ломается, и лезвие остаётся в теле чудовища, которое убегает.
Зара объясняет, что в статуе была заточена Хаома — великое зло, разорившее королевство Издахар, уничтожившее его народ и проклявшее эти земли. С помощью магического меча удалось остановить Хаому и распространение её ядовитой лозы. И единственный способ победить зло — с помощью этого меча, но так как он сломан, теперь придётся вернуть лезвие и перековать клинок. Принц гонится за монстром по разрушенному дворцу, убивая мешающих ему монстров — бывших жителей дворца, которых изменила Хаома. По пути Зара рассказывает, что народ джиннов пообещал победить Хаому, но она всех их убила, кроме Зары, которой удалось сбежать и спрятаться в лампе на базаре, где её нашёл Принц, которому она пообещала исполнить три его желания — собственное королевство, красивую невесту и власть над смертью. Таким образом она с помощью Принца хотела исполнить обет своего народа.
Наконец, Принцу удаётся нагнать чудовище, в схватке с которым перс побеждает. Оказывается, что это последний султан этого дворца, изменившийся из-за проклятья Хаомы. Перед смертью он просит Принца спасти его дочь — принцессу Назрин и уничтожить Хаому. Теперь Принцу нужно соединить две части меча, для этого Зара ведёт его в Святилище, где нужно пройти испытания четырёх божеств — лебедя Кандеджа, вестника богов, мужчины Тистрия, бога морей, быка Маха, бога Луны и крылатой женщины Зам-Арматай, божества земли. После испытаний меч восстанавливается, и приходит время последней битвы.
Оказывается, что летающее женоподобное существо вовсе не Хаома, а только её часть — проклятая принцесса. А сама Хаома — это огромное растение, стебли которого и заполонили весь дворец. Принц убивает Хаому, поразив её сердце — гигантский бутон, и принцесса вновь обретает свой облик, но её ноги обвивает лоза и пытается утянуть в пропасть. Принцу удаётся поймать руку Назрин, но не может её удержать — стебли умирающей Хаомы тянут вниз. Зара вселяется в тело Принца и целует принцессу, передавая ей защиту от смерти. Теперь бессмертная Назрин падает в пропасть, Хаома окончательно умирает, и её стебли начинают рушить дворец. Принц бежит прочь из разрушающегося дворца, но тот слишком быстро погружается в песок. Джинни сливается с Принцем и переносит его в свой эфирный мир. Там Принц должен найти Пламя, которое поможет вернуться ему в реальный мир. Но это испытание придётся пройти трижды, потом героя выбрасывает на ту самую поляну с крылатой статуей богини, которую он ломает при падении. Принц зовёт Зару, но она не отзывается. Герой падает на колени, подбирает осколок лица статуи, смотрит на него, после чего уходит в пустыню, оставляя на песке кусок скульптуры. Это сопровождается фразой Зары — «Такова истинная история. Когда стены Издахара поглотили пески, судьба разлучила нас. И я знала, что однажды он придёт за мной. И в этот день я снова встречу моего принца».

### Геймплей

Геймплей версии для Wii. Изображение показывает, как Принц использует способность «Духовный крюк», вися на стене. В верхнем левом углу видна круглая шкала жизни героя, внутри которой — доступные ячейки возврата. Синее полукольцо в центре — указатель действия. Светящийся объект слева — джинн Зара. А справа — круговая шкала её способностей

Подобно тому, как в прошлых играх, Принц с помощью Песка времени отматывал события назад, если совершал ошибку, в данной версии Принц имеет похожую «защиту от смерти» — если он погибнет, то Зара возвращает Принца на последнее безопасное место. Число таких возвратов ограничено.
Принц может увеличивать количество ячеек возврата, находя входы в Эфирный мир, где находятся магически фонтаны. После того как ячеек станет шесть, фонтаны начнут увеличивать шкалу здоровья Принца.
У Принца есть четыре особые способности: Песчаный крюк, который цепляется за стену и позволяет менять направления бега по стене или подниматься по отвесной поверхности, Песчаный вихрь, подкидывающий Принца на большую высоту, что позволяет добраться в недоступные иначе места, Магическая сфера, которая защищает от урона при падении, попадания в ловушку и атаке противников, а, кроме того, позволяющая менять направление прыжка, уже находясь в воздухе, Заморозка — позволяет временно замораживать Эти три волшебные силы помогут Принцу в преодолении препятствий, решении головоломок и бою с врагами.
Принц получает новые способности, когда целует статуи крылатой богини, в которые вселяется Зара, это упрочняет их магический контракт. Если Принц найдёт особые сундуки и разрушит их, то Зара усилит способности Принца, например, увеличивать высоту, на которую может подбросить «Вихрь». Синие кувшины, которые также можно найти на уровнях, будут открывать игровые бонусы, например, костюм Принца из Sands of Time.
Система боя использует все преимущества консоли Wii — взмахи контроллером Wii Remote заставят Принца повторить эти движения и атаковать мечом, а жесты Nunchuk будут служить командами к ударам кулаком в латной перчатке, которые пробивают блоки и щиты врагов. Совмещая оба контроллера, можно проводить акробатические комбо-атаки. Остальная часть управления — управление способностями, блокирование, прыжки и перекаты, будут активизироваться кнопками, так как разработчики не хотели использовать в этой роли жесты контроллерами, иначе, по их мнению, игра бы стала очень изнурительной.
Иногда некоторые противники будут иметь синий ореол, это означает, что они являются лидерами группы врагов. Если игрок убьёт его, то остальные враги убегут, и Принц выиграет бой. Во время боя можно временно замораживать врагов.
В игре присутствует кооперативный режим, где второй игрок сможет помогать первому, управляя способностями и контролируя ловушки. Кроме того, в версию для Wii включена целая система бонусных материалов, включая традиционные арты и видеоролики, костюмы Принца из Sands of Time и Тёмного принца из Two Thrones, несколько испытательных арен и даже оригинальная игра Prince of Persia 1989-го года для платформы SNES.

## PSP

### Сюжет
Игра для PSP также является полностью независимой. По сюжету она не связана с трилогией. Но как и в трилогии принц является сыном царя Шахрамана. После приключений в Азаде Принц узнает, что многие из его родственников пропали без вести, и начинает выяснять, что с ними случилось. Таинственный враг нападает на Принца, и тот бежит из Вавилона в пустыню, где видит вдали манящий его огонёк, который оказывается живым пучком света. Хелем — это таинственное существо, рассказывает Принцу свою историю, которая имеет прямое отношение к смерти родственников Принца.
В начале создания вселенной были боги, которые решили создать из хаоса порядок. Один из богов создал время, но для этого ему пришлось пожертвовать своим телом. Время создало смерть, но также порядок и смысл самого существования. Первыми в мире появились четыре дочери времени: Хелем (представляет Настоящее), Ламия (Будущее), Тала (Прошлое) и Наджима (Судьбу), которые создали из остатков тела отца Храм, где и находится источник Эликсира — первородного вещества времени, которое питает всё живое и неживое. Но царь огненных духов Аихуд захотел получить власть над миром, поэтому он захватил Храм и получил силу Эликсира. Кроме того, он заключил сестёр в плен, кроме Хелем, которой удалось сбежать. Наджима предсказала Аихуду, что он падёт от рук человека королевских кровей. Аихуд попытался предотвратить это, подсылая к королевским особам Персии своего убийцу. Хелем хочет остановить демона и освободить своих сестёр, а Принц — отомстить за гибель своих родичей.
Хелем и Принц отправляются в путь. По дороге им встречаются приспешники Аихуда, которых Принц побеждает. Несколько раз принц попадает в Призрачный мир, где спасает из плена сестёр времени. После каждой освобождённой сестры Хелем получает новую силу. Потом Принц побеждает двух самых могучих слуг Аихуда — гигантского охранника дворца и песчаного убийцу. А в самом конце он перекрывает источник Эликсира, дающего силу Аихуду, а потом с помощью Хелем и её сестёр убивает его. После этого принц очухивается один в пустыне и направляется к ближайшей горной гряде.

### Геймплей

Геймплей версии PSP. Слева видна струя песка, справа песчаный фонтан. Огонёк над Принцем это Хелем. В левом верхнем углу находится шкала уровня здоровья и ячейки возврата

Версия для PSP представляет собой 2.5D-платформер с прокруткой по горизонтальной и вертикальной осям. Персонажи и предметы имеют полностью трёхмерные модели, но задние фоны двухмерны.
Основой игрового процесса является управлением песком, который сыпется со стен, потолков и пола. Игрок может управлять скоростью песка. Можно замедлить песок, и Принц сможет взаимодействовать с ним как с твёрдым предметом. Таким образом горизонтальные струи песка из стен будут превращаться в перекладины, по которым можно ползать или вращаться, а фонтаны песка из пола становятся столбами, которые можно передвигать и по которым можно лазать. Кроме того, с помощью замедления песка можно избегать ловушек и задерживать противников. А если ускорить скорость песка, то сила его течения значительно усиливается. Из-за этого горизонтальные струи начинают двигать предметы и пробивать стены, а бьющий из пола песок резко резко вздымается вверх, подбрасывая Принца вверх. Также с помощью усиленных струй и фонтанов песка можно отбросить ближайших врагов. Одновременно можно управлять течением только одной струи, при изменении которой предыдущая возвращается к нормальному состоянию.
Также Хелем может замедлять или ускорять и другие объекты, такие, как ловушки или враги. Замедление ловушек поможет избежать урона, а ускорение можно использовать, чтобы привести в движение неработающие и загораживающие проход ловушки.
Боевая система очень простая — Принцу в бою доступны всего несколько действий, верное применение которых обеспечит победу в схватках — атака мечом, блок и магическое действие. Но после сбора определённого количества единиц Эликсира, можно получать новые движения, такие как контратака, удар от стены и удар в прыжке.
После смерти Принц возвращается к последнему безопасному месту, но количество таких возвратов ограничено. Если попытки закончились, то Принц возвращается к последнему чекпойнту.
Если Принц найдёт фонтан и выпьет из него воды, то его уровень жизни и количество попыток возвращения восстановятся.
В течение игры Принц может найти эликсиры, которые можно использовать для пополнения запаса здоровья или для усиления атак.

## NDS

### Сюжет
Принц приходит в себя прикованным цепью к стене в каком-то храме, перед ним — трое фигур, которые ранят мечом Принца, чтобы добыть его кровь, с помощью которой адепты культа проводят некий ритуал. Храм начинает рушиться, и Принц падает в расщелину. Он приходит в себя в подземных катакомбах и ничего не помнит. Рядом с ним возникает летающее создание из света, которое велит следовать за ней. Вскоре они находят меч, вонзённый в камень. Светящееся существо приобретает форму миниатюрной женщины и представляется королевой джиннов Разией.
Она рассказывает, что её дух был соединён с этим клинком много лет назад и что Принца похитил тайный культ, адепты которого хотели освободить своего лидера, заточённого в храме, но это можно было сделать через ритуал, в котором нужна королевская кровь и сила джинна. Культисты использовали Принца и Разию, после чего стёрли память персу и похитили силы королевы джиннов. Оказывается, что трое культистов смогли освободить своего лидера, но в качестве побочного эффекта они изменились в монстров. Во время ритуала пострадала и Разия, теперь нужно найти хранителей её силы и вернуть её.
Она велит принцу взять меч, потому что там заключена огромная сила, и только он может его вынуть из камня. Оказывается, что у Разии осталась часть её былого могущества и она может отматывать время немного назад, чтобы спасти Принца от смертельных опасностей. По словам Рази, они находятся в подземельях древнего храма в Индии.
Они находят первого хранителя — Гуля. После победы Разия смогла вернуть часть памяти Принцу. Следующий хранитель, Гигант, находится в Персеполисе, который оказывается развалинами, полными агрессивными существами — изменённых магией жителей. Разия снова восстанавливает немного воспоминаний Принцу, причём ему приходят видения будущего. Путь героев лежит в Священный город, где сталкиваются с третьим боссом, Жрецом, победа над которым полностью возвращает память. Теперь, когда Принц вернул себе воспоминания, а магические силы — Разии, самое время победить воскресшего главу культа, который уже успел захватить Вавилон. Но ради победы над ним Разия жертвует своей жизнью. Принц выкидывает меч с башни, и он растворяется в песке пустыни. А герой поворачивается и шагает прочь.

### Геймплей

Геймплей версии NDS. В нижней части игровой экран, верхний дисплей показывает доступные способности, количество жизней, уровень здоровья и число собранных кристаллов

Представляет собой портативный 2D-скроллер, аналогичный предыдущей игре серии для DS — Prince of Persia: The Fallen King Игрок управляет только с помощью стилуса, ни одна кнопка не используется. Для совершения манёвра игрок должен передвинуть стилус в ту сторону относительно Принца, куда игрок хочет переместить героя. Чтобы пробежаться по стене, игрок должен начертить стилусом путь по нужной части стены. Чтобы совершить атаку, игрок должен перечеркнуть врага стилусом по диагонали. Вновь появилась ключевой элемент серии - Если игрок умирает, то на сенсорном экране появляются песочные часы, при нажатии на которые время начнёт проматываться назад.
Также игрок может замедлять время, если ловушки движутся слишком быстро для того, чтобы Принц смог их пройти.
Кроме того, игрок может управлять силой песков с помощью стилуса, например, если провести несколько раз по песочному фонтану, то он превращается в колонну, с которой можно прыгнуть через пропасть. И наконец, есть песочные вихри - управление которыми в начале даёт возможность нажимать на кнопки, а затем - захватывать контроль над врагами.
Количество использования сил песка ограничено и равно числу песчаных шаров, которые соберёт игрок. Если Принц умрёт, а игрок не захочет или не сможет отмотать время, то игра вернётся к последней точке сохранения.
В игре игроки могут найти рубины в процессе игры, а между уровнями покупать у торговца за них различные бонусы — дополнительные костюмы для героя, улучшенное оружие, увеличение шкалы здоровья, дополнительные слоты для песчаных шаров. Игрок может переиграть уровни, например, если не нашёл все рубины, но, если Принц переместился в другой город, то, уровни из прошлого будут недоступны.
Перемещения между городами происходит в виде мини-игры гонок на колесницах.

## Саундтрек
Автором саундтрека игры для приставок Nintendo Wii, DS и PSP выступил Том Сальта. Саундтрек не был выпущен официально и был доступен лишь для прослушивания рецензентами. Всего в нём — 36 треков. Общая продолжительность: 1 час 10 минут 20 секунд.
Саундтрек игры для РС, Xbox 360 и PS3 написали Пенка Кунева и Стив Яблонски. Он был выпущен официально вместе с релизом игры и доступен для приобретения. В саундтреке — 25 треков общей продолжительностью 45 минут и 19 секунд.

## История разработки
Создатель франчайза, Джордан Мекнер, зарегистрировал данную торговую марку ещё в начале октября 2009 года.
Официальный анонс игры состоялся на церемонии награждения Video Game Awards 2009, 12 декабря 2009 года. В рамках шоу был продемонстрирован дебютный трейлер игры.
10 февраля в Париже прошло представление, где Дэвид Мириам рисовал сюжетные отрывки из первого трейлера игры с помощью песка.
В начале марта Ubisoft официально сообщила о переносе даты выхода игры на PC. Первого апреля появился первый трейлер, показывающий геймплей игры.
В официальном пресс-релизе игры сообщалось, что игра выйдет на портативных консолях и консолях нового поколения. Позже глава PR-службы немецкого филиала Ubisoft Нильс Бодган сообщил, что Prince of Persia: The Forgotten Sands выйдет и на PC.
Сотрудники сайта DerStandard.at, побывавшие в студии Ubisoft Montreal, сообщили, что им был показан геймплей игры. В своей статье, посвящённой игре, они сравнивают её боевую систему с системой God of War — связано это с тем, что в игре упор будет сделан на схватки, так же, как на акробатику и головоломки. Разработчики пообещали битвы с участием до 50 врагов..
Позже появилась информация о версии игры для Nintendo Wii. Глава студии Ubisoft Quebec Николас Рю в своём интервью MusiquePlus сообщил, что она не будет портированной версией с какой-либо другой платформы.
Майкл Макинтайр в своём интервью игровому блогу MTV отметил, что по уровню сложности игра будет отличаться от предыдущих частей и напоминать Sands of Time Будет ли в игре Дахака, страж времени из Warrior Within, вначале было неизвестно — в очередном интервью Майкла Макинтайра журналистам, когда его спросили про появление Дахаки в The Forgotten Sands, Майкл сказал, что не может об этом говорить. Но в середине мая продюсер игры Грэм Дженнингс сообщил в официальном американском блоге PlayStation, что Дахака в игре не появится.
Также стало известно, что в игре будет мультиплеер, в отличие от предыдущих игр серии. Позднее выяснилось, что этим мультиплеером станет кооперативный режим в версии игры для Nintendo Wii.
Выход игры состоялся в мае 2010 года, за неделю до того, как в кинотеатрах состоялась премьера фильма Принц Персии: Пески времени.
После выхода игры стало известно, что русская версия «Забытых Песков» не поддерживает сервис Uplay. Компания Ubisoft подтвердила проблему на официальном форуме, она пояснила, что в связи с некоторыми проблемами при разработке игры сервис в некоторых странах недоступен, поэтому весь внутриигровой контент в них разблокирован и очки за достижения не начисляются. На что «Акелла» в качестве компенсации за отсутствие сервиса разослала купившим игру пользователям ключ для открытия уникального контента, доступ к которому до этого имели лишь обладатели коллекционного издания.

## Маркетинг
Дата выпуска игры и фильма «Принц Персии: Пески времени» неслучайно совпали. Хотя игра и не является прямой адаптацией фильма и не содержит элементов киносюжета, но фильм использовался как часть рекламной кампании игры. Обложка игры и внешний вид Принца напоминают соответствующие элементы фильма.
В качестве рекламы на официальном сайте игры и нескольких других популярных игровых сайтах были размещены две флеш-игры по мотивам сюжета версии для PS3, Xbox 360 и PC — Prince of Persia: The Forgotten Sands Flash Game и Prince of Persia: Mini-Games Edition.

### Специальные версии
Через систему Steam было доступно цифровое делюкс-издание The Forgotten Sands. Оно включает в себя два новых скина, эксклюзивные карты для режима выживания, саундтрек игры, а, кроме того, бесплатную копию игры Prince of Persia: Sands of Time. А тем, кто оформил предзаказ игры, была доступна для бесплатной закачки игра Prince of Persia: Warrior Within. Другой вариант Deluxe Edition включает в себя Путеводитель по стратегии игры от Prima.
В начале апреля было опубликовано содержание коллекционного издания игры, которое будет доступно на территории стран EMEA для PlayStation3, Xbox360 и PC. В него вошла сама игра, бонусный DVD с оригинальным саундтреком, обоями и трейлерами игры, три литографии, с изображёнными на них концепт-артами. Также владельцы PC получили возможность бесплатно загрузить Sands of Time, а обладатели консолей — Prince of Persia Classic. Помимо этого, в игру включили режим игры на выживание, а также два дополнительных скина: Песчаного духа из Warrior Within и Принца в золотой броне Малика, плюс ко всему владельцы персональных компьютеров получили возможность открыть скин Эцио из Assassin's Creed II, потратив очки, заработанные за получение достижений.
В конце апреля стало известно, что в России игру для Xbox, PS3 и PC издаст компания «Акелла», как и предыдущие игры серии. Игра издавалась в трёх версиях:
- Обычное издание, включающее только диск с игрой
- DVD-бокс, включающий в себя:
  - металлический бокс
  - диск с игрой
  - бонусный DVD, содержащий уникальную галерею изображений, роликов, обои и скринсейверов
  - книга-руководство к игре
  - три стереооткрытки, основанные на концепт-артах
  - эксклюзивный внутриигровой контент: Режим выживания, Скин Песчаного духа, Скин Малика
  - для Xbox 360 и PS3: ключ для загрузки Prince of Persia Classic
  - для PC: ключ для загрузки Prince of Persia: The Sands of Time
- Коллекционное издание, содержит тот же самый набор, что и DVD-бокс, но также включает песочные часы из стекла и олова, выполненные в стилистике игры.

## Критика и отзывы
| Сводный рейтинг       | Сводный рейтинг | Сводный рейтинг | Сводный рейтинг | Сводный рейтинг | Сводный рейтинг |
| Издание               | Оценка          | Оценка          | Оценка          | Оценка          | Оценка          |
| Издание               | PC              | PS3             | PSP             | Wii             | Xbox 360        |
| --------------------- | --------------- | --------------- | --------------- | --------------- | --------------- |
| GameRankings          | 78,20 %         | 74,82 %         | N/A             | 76,53 %         | 75,52 %         |
| Metacritic            | 75 %            | N/A             | N/A             | 77              | N/A             |
| Иноязычные издания    |                 |                 |                 |                 |                 |
| Издание               | Оценка          | Оценка          | Оценка          | Оценка          | Оценка          |
| Издание               | PC              | PS3             | PSP             | Wii             | Xbox 360        |
| 1UP.com               | B+              | N/A             | N/A             | C+              | N/A             |
| Eurogamer             | 6/10            | N/A             | N/A             | N/A             | N/A             |
| Game Informer         | N/A             | N/A             | N/A             | 8/10            | N/A             |
| GameSpot              | N/A             | 7,5             | N/A             | 7,5/10          | N/A             |
| IGN                   | 8/10            | 8,0             | N/A             | 8/10            | N/A             |
| Nintendo Power        | N/A             | N/A             | N/A             | 8,0             | N/A             |
| ONM                   | N/A             | N/A             | N/A             | 84 %            | N/A             |
| VideoGamer            | N/A             | 7,0             | N/A             | N/A             | N/A             |
| Русскоязычные издания |                 |                 |                 |                 |                 |
| Издание               | Оценка          | Оценка          | Оценка          | Оценка          | Оценка          |
| Издание               | PC              | PS3             | PSP             | Wii             | Xbox 360        |
| «ЛКИ»                 | 88 %            | N/A             | N/A             | N/A             | N/A             |

Премьерный трейлер к игре получил награду Spike Video Game.
Игра для PS3, Xbox 360 и PC получила положительные отзывы. Основной критике подвергалась простая боевая система и малая продолжительность игры.
Эксклюзивная версия для Wii была хорошо принята. Особую похвалу получила графика, звук, комплексное проектирование уровня и управление песчаными силами при помощи движений, боевая система в целом считается слишком простой, а камеру признали слишком непослушной.